# Верхнеулу-Елга
Верхнеулу-Елга (баш. Үрге Олойылға) — село в Ермекеевском районе Республики Башкортостан Российской Федерации. Входит в состав Нижнеулу-Елгинского сельсовета.

## География

### Географическое положение
Расстояние до:
- районного центра (Ермекеево): 7 км,
- центра сельсовета (Нижнеулу-Елга): 3 км,
- ближайшей ж/д станции (Приютово): 22 км.

## Население
| 2002 | 2009 | 2010 |
| ---- | ---- | ---- |
| 177  | ↗190 | ↘182 |

### Национальный состав
Согласно переписи 2002 года, преобладающая национальность — чуваши (93 %).